# Placorhynchus doei
Placorhynchus doei är en plattmaskart som beskrevs av Tor Karling 1995. Placorhynchus doei ingår i släktet Placorhynchus och familjen Placorhynchidae. Inga underarter finns listade i Catalogue of Life.